# Gustave Trouvé
Gustave Pierre Trouvé (1839–1902) fue un ingeniero eléctrico francés del siglo XIX. Nació el 2 de enero de 1839 en La Haye-Descartes (Indre-et-Loire, Francia) y falleció el 27 de julio de 1902 en París. Fue un polímata altamente respetado por su habilidad innovadora en la miniaturización.

## Juventud
Gustave Trouvé nació en una familia de la pequeña burguesía. Su padre, Jacques Trouvé, vivía de la compraventa de ganado. En 1850 empezó los estudios en el colegio Chinon y tras aprender el oficio de cerrajero, fue admitido en 1854-1855 en la escuela técnica de Angers. Pero no pudo continuar allí sus estudios pues su salud frágil se lo impidió. Se marchó de su Touraine natal para irse a París, donde consiguió un empleo en el taller de un relojero.

## París
En 1865 Trouvé instala su propio taller en el centro de París; patenta numerosas aplicaciones muy diversas en el campo de la electricidad, invenciones que son descritas con regularidad por revistas de divulgación científica como La Nature. Con el fin de alimentar sus autómatas eléctricos miniaturizados, inventa una batería de bolsillo en carbono-zinc que rápidamente llega a ser muy popular. Una batería parecida fue inventada por Georges Leclanché y ampliamente comercializada. 

## Años 1870
Gustave Trouvé contribuyó a la mejora de los sistemas de comunicación con destacadas innovaciones. En 1872 crea un sistema de telégrafo militar portátil cuyo cable auto desplegable permite establecer una comunicación rápida hasta una distancia de un kilómetro, para la transmisión rápida, en los dos sentidos, de órdenes e informes desde el Frente. En 1874 desarrolla un dispositivo de localización y extracción de objetos metálicos tales como las balas alojadas dentro del cuerpo de los heridos, prototipo del detector de metal que se utiliza hoy en día. En 1878 mejora la capacidad sonora del sistema de telefonía de Alexander Graham Bell, integrando en él una doble membrana, e inventa un micrófono portátil muy sensible. Trouvé pronto fue conocido y respetado por su talento para la miniaturización. El mismo año, mediante la utilización combinada de una batería desarrollada por Gaston Planté, y de una pequeña lámpara de incandescencia en el vacío, crea el poliscopio, primer prototipo del endoscopio actual.

## Años 1880
En 1880 Trouvé mejora la eficacia de un pequeño motor eléctrico desarrollado por Siemens. Al alimentarlo con un acumulador de nuevo tipo y montarlo sobre un triciclo de la marca inglesa Starley, realiza el primer vehículo eléctrico del mundo. Aunque había realizado con éxito las pruebas, el 19 de abril de 1881 en la calle de Valois, en el mismo centro de París, Trouvé no consigue patentarlo. Con el propósito de facilitar el transporte del sistema de propulsión entre su taller y el Sena, Trouvé lo hace portátil y amovible, inventando así el motor fueraborda. El 26 de mayo de 1881 el prototipo, de 5 m de largo, construido por Trouvé y bautizado «El Teléfono » alcanza la velocidad de 1 m/s (3,6 km/h) corriente arriba, y 2,5 m/s (9 km/h) corriente abajo.
 Trouvé expone su lancha (pero no su triciclo) y sus instrumentos médico-eléctricos en la Exposición Internacional de Electricidad de París. Poco tiempo después es condecorado con la Legión de Honor. Miniaturiza también su motor eléctrico de dirigible, una fresa de dentista, una máquina de coser, una maquinilla de afeitar.
Otra creación suya es la del «fotóforo» o lámpara frontal con batería, que realiza para un cliente suyo, el Dr. Paul Helot, un otorrinolaringólogo de Ruan. Este aparato de alumbrado portátil permite dirigir el haz de luz con precisión hacia donde enfoca la mirada del médico y permite así que éste tenga las manos libres para actuar. La correspondencia entre G. Trouvé y el Dr. Paul Helot permite fechar en 1883 este invento. Después, Trouvé modifica su lámpara frontal para su utilización por mineros, socorristas y, más tarde, espeleólogos. Trouvé utiliza bombillas de colores diferentes para la creación de joyas de teatro, exhibidas con mucho éxito por las compañías de ballet de París y de toda Europa. Con esta última aplicación, conocida bajo el nombre de «joyas eléctricas luminosas», Trouvé puede considerarse como un precursor de las tecnologías portátiles de hoy.
En 1884, Trouvé equipa una lancha de propulsión eléctrica a la vez con una bocina eléctrica y una lámpara frontal en la proa. Es la primera vez que tales accesorios están utilizados simultáneamente en un medio de transporte. Desarrolla poco después una lámpara de seguridad portátil. y en 1887, bajo su propia marca Eureka (del griego εὕρηκα = “he encontrado”, traducido a francés “J'ai trouvé”),  el auxanoscopio, que es un proyector eléctrico de diapositivas destinado a ser utilizado por los vulgarizadores itinerantes. 
En la misma época, Trouvé, solterón empedernido, indiferente a la comercialización de sus inventos, convencido de que el porvenir, en términos de máquinas destinadas a volar, pertenece a aquellas que son más pesadas que el aire, hace volar un modelo de helicóptero cautivo, el antepasado del Sikorsky Firefly. 

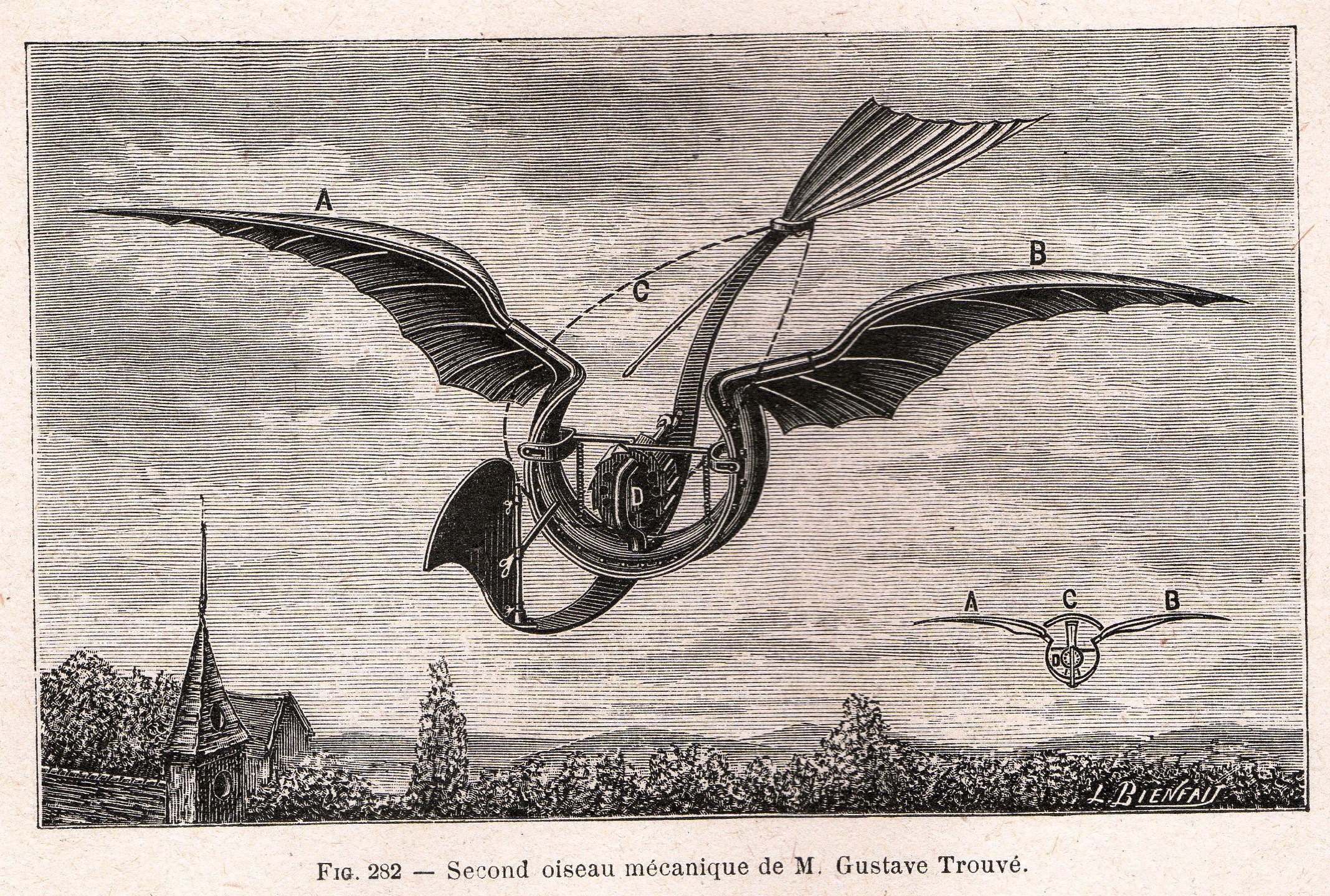
Pájaro mecánico

Realiza después un pájaro mecánico que aletea mediante la utilización estrepitosa de cartuchos de armas de fuego, y que consigue recorrer volando una distancia de 80 m
En 1889, equipa con una lámpara frontal, que permite la caza nocturna, el fusil eléctrico de batería que había inventado tres años antes. Crea también un sistema de alarma eléctrica con batería para la pesca nocturna.

## Años 1890
En 1891 Trouvé mejora el sistema de fuentes multicolores eléctricas para el uso doméstico y para el exterior. Considerando los límites de la alimentación eléctrica de entonces, que no dispone de una red de distribución nacional, se interesa en 1895 por la invención reciente de las lámparas de acetileno y se dedica a su mejora para el uso doméstico.  Entre sus 75 innovaciones (ver lista adjunta) destacan, en esos años un aparato de masajes eléctrico, un instrumento de música eléctrico con teclado basado sobre el sistema de la rueda de Félix Savart, un chaleco salvavidas alimentado por batería, una lancha propulsada por el chorro de una bomba de agua, une bicicleta simplificada, así como varios juguetes eléctricos. 
En 1902,  al trabajar sobre su última innovación, un pequeño aparato portátil que utiliza la luz ultravioleta para cuidar las enfermedades de la piel, o sea el prototipo de la PUVA-terapia, Trouvé se corta accidentalmente el índice y el pulgar. Descuida la herida, lo que provoca una septicemia y necesita una amputación, llevada a cabo en el Hospital Saint-Louis de París. Ese accidente le es fatal pues muere poco después, el 27 de julio de 1902, a la edad de 63 años.

## El olvido y la rehabilitación
Cuándo vence el plazo de la concesión de su tumba en el cementerio de su ciudad natal, La Haye-Descartes, los restos de Trouvé son echados a la fosa común. Sus archivos quedan destruidos en febrero de 1980 en el incendio accidental del edificio del ayuntamiento, en donde estaban almacenados. En 2012, después de ser publicada la biografía escrita por el inglés Kevin Desmond, historiador especializado en la historia de los transportes, una placa conmemorativa es inaugurada en su ciudad natal. Tres años más tarde, en 2015, otra placa conmemorativa es instalada sobre el edificio donde se hallaba su taller, 14 rue Vivienne, en el segundo distrito parisino. La búsqueda de ejemplares de los aparatos e instrumentos de Gustave Trouvé continúa a nivel internacional. 

## Invenciones e innovaciones
- 1864 Motor eléctrico-esférico de tubo de Geissler
- 1865 Batería estancada liliputiense
- 1865 Aparato eléctrico médico
- 1865 Alhajas electro-móviles
- 1865 Giroscopio eléctrico
- 1866 Escopeta eléctrica
- 1867 Maletín electro-médico
- 1869 Pantoscopio de combustible líquido
- 1870 Dispositivo que imita el vuelo de los pájaros
- 1872 Telégrafo militar portátil
- 1873 Batería de bicromato mejorada
- 1874 Explorador-extractor de balas
- 1875 Almanaque-calendario eléctrico
- 1875 Aparato dinamo-eléctrico portátil
- 1875 Traje de vuelo con oxígeno parar aerosteros
- 1877 Simulación de la contracción muscular
- 1877 Pisapapeles eléctrico
- 1878 Poliscopio para la exploración de las cavidades del cuerpo humano
- 1878 Teléfonos y perfeccionamiento del micrófono
- 1880 Perfeccionamiento del motor Siemens
- 1881 Fabricación de imanes
- 1881 Alhajas eléctricas luminosas
- 1881 Barca eléctrica
- 1881 Fresa miniaturizada para odontólogos
- 1881 Motor de propulsión amovible para lanchas (motor fueraborda)
- 1881 Triciclo eléctrico
- 1883 Lámpara frontal Trouvé-Helot
- 1883 Faro eléctrico para vehículos
- 1884 Lámpara de seguridad eléctrica
- 1885 Aparatos eléctricos para alumbrar laboratorios de fisiología y de química.
- 1885 Sistema de alumbrado submarino usado en las obras del canal de Suez
- 1886 Nuevo sistema para construir hélices
- 1886 Sirena eléctrica para señal de alarma
- 1887 Helicóptero eléctrico cautivo
- 1887 Auxanoscopio eléctrico (proyector de imágenes)
- 1889 Contador de consumo de electricidad
- 1889 Dinamo eléctrica de demostración
- 1889 Perfeccionamiento de escopeta eléctrica
- 1889 Sistema de transporte de grandes placas de vidrio
- 1890 Dinamómetro universal
- 1890 Farol eléctrico para vehículos hipomóviles
- 1890 Origmatoscopio eléctrico para la exploración de las capas geológicas
- 1890 Farola electro-neumática móvil ligera.
- 1891 Nuevo pájaro eléctrico
- 1891 Perfeccionamiento del sistema de fuentes luminosas eléctricas
- 1892 Mecanismo de disparo eléctrico para fotografía rápida (cronofotografía)
- 1892 Dinamómetro médico
- 1892 Aparato de masaje eléctrico para hernias
- 1893 Sistema automático para ventilación industrial
- 1894 Sistema automático para la pesca nocturna
- 1894 Lanza de aturdimiento eléctrica para la caza
- 1894 Cintura luminosa de alhajas eléctricas
- 1894 Teclado eléctrico basado sobre la rueda de Savart
- 1894 Cuerda de saltar eléctrica-luminosa
- 1895 Alumbrado doméstico de acetileno
- 1895 Motor eléctrico universal CA/CD
- 1895 Perfeccionamiento de la bicicleta
- 1895 Aparato eléctrico de masajes híbrido
- 1897 Dispositivos para embotellado automático del acetileno
- 1897 Dispositivo para estancar recipientes de acetileno
- 1897 Molino de viento juguete para sombreros y bastones
- 1898 Bomba de agua industrial aspirante e impelente,  manual o eléctrica
- 1899 Carburador para motores de combustión interna
- 1900 Chaleco salvavidas eléctrico (con señal luminosas eléctrica)
- 1901 Aparatos de fototerapia
- 1902 Escopeta harpón-juguete de muelle
- 1902 Sistema de propulsión con acetileno de modelos reducidos de barcos y submarinos.